# يوزيف باير
يوزيف باير (بالمجرية: Bayer József)‏ (و. 1946  م) هو عالم سياسة مجري، هو عضوٌ في الأكاديمية الهنغارية للعلوم.

## مناصب
تولى منصب رئيس الجامعة، Milton Friedman University ‏ (حتى 2016)
.